# Синг, Ричард
Ричард Лоренс Миллингтон Синг (англ. Richard Laurence Millington Synge; 28 октября 1914, Ливерпуль — 18 августа 1994, Норидж) — английский биохимик. В 1952 ему присуждена Нобелевская премия по химии (совместно с А. Дж. П. Мартином).

## Биография
Окончил Кембриджский университет (1936). В 1941—1943 годах работал в Ассоциации шерстяной промышленности, с 1943 года — в Листеровском институте профилактической медицины в Лондоне. С 1948 года руководитель отдела биохимии и химии белка Роуэтского исследовательского института (Баксберн, Абердин). Член Лондонского королевского общества (1950). С 1967 года в институте продуктов питания в Норидже.
Разработал теоретические основы метода распределительной хроматографии и ввёл его в практику; один из основателей аналитической химии белков.
В 1954 году Синг дал интервью каналу BBC во время киноэкспедиции на озеро Лох-Несс, рассказав о собственном наблюдении странного явления

## Сочинения
- в рус. пер.: Аналитическая химия белков, в сборнике: Химия белка, М., 1949 (совм. с А. Мартином).